# تشارلز أوريليوس سميث
تشارلز أوريليوس سميث هو سياسي أمريكي، ولد في 22 يناير 1861 في مقاطعة هرتفورد في الولايات المتحدة، وتوفي في 1 أبريل 1916 في بالتيمور في الولايات المتحدة. نشط حزبياً في الحزب الديمقراطي. وقد انتخب عضو مجلس نواب كارولاينا الجنوبية ‏ وانتخب List of lieutenant governors of South Carolina ‏ وانتخب حاكم كارولينا الجنوبية ‏ (14 يناير 1915 – 19 يناير 1915).